# GS Ilioupolis
El Ilioupoli Football Club (en griego: Γ.Σ. Ηλιούπολης) es un club de fútbol griego de la ciudad de Ilioupoli. Fue fundado en 1953 y juega en la Segunda Superliga de Grecia.